# Samoilowka (Saratow)
Samoilowka (russisch Само́йловка) ist eine Siedlung städtischen Typs in der Oblast Saratow in Russland mit 7580 Einwohnern (Stand 14. Oktober 2010).

## Geographie
Der Ort liegt gut 160 km Luftlinie westsüdwestlich des Oblastverwaltungszentrums Saratow am linken Ufer des rechten Medwediza-Nebenflusses Tersa, unweit der Grenze zur südlich benachbarten Oblast Wolgograd.
Samoilowka ist Verwaltungszentrum des Rajons Samoilowski sowie Sitz der Stadtgemeinde Samoilowskoje gorodskoje posselenije, zu der außerdem das Dorf Salessjanka (3 km nordwestlich) und die Siedlung Alexejewski (9 km nördlich) gehören.

## Geschichte
Der Ort wurde Mitte des 18. Jahrhunderts von Umsiedlern aus dem Gebiet der heutigen Ukraine gegründet. Er wurde schnell zu einem lokalen Zentrum und Sitz einer Wolost.
Am 23. Juli 1928 wurde Samoilowka Verwaltungssitz eines neu geschaffenen, nach ihm benannten Rajons. 1967 erhielt der Ort den Status einer Siedlung städtischen Typs.

### Bevölkerungsentwicklung
| Jahr | Einwohner |
| ---- | --------- |
| 1795 | 3164      |
| 1939 | 8221      |
| 1959 | 7287      |
| 1970 | 7594      |
| 1979 | 7409      |
| 1989 | 8460      |
| 2002 | 8648      |
| 2010 | 7580      |

Anmerkung: Volkszählungsdaten

## Verkehr
Am südlichen Ortsrand befindet sich die Station Tri Ostrowa (wörtlich „Drei Inseln“, nach einer inoffiziellen Alternativbezeichnung des Ortes, bezogen auf drei Halbinseln, die dort die Mäander des Flusses Tersa bilden) bei Kilometer 268 der 1894 eröffneten Eisenbahnstrecke Tambow – Balaschow – Kamyschin.
Nach Samoilowka setzt sich die Regionalstraße 18K-6 der Oblast Wolgograd fort, die über Nowoanninski an der föderalen Fernstraße R22 nach Wolgograd – Astrachan und die 25 km südlich gelegene Siedlung Jelan verläuft. Nach Norden folgt der Tersa eine Regionalstraße, die nach etwa 40 km an die Zweigstrecke Borissoglebsk – Balaschow – Kalininsk – Saratow der R22 anschließt.